# Apostrophes
Apostrophes fue un programa de la televisión francesa Antenne 2, de contenido literario. El programa estaba dirigido y presentado por Bernard Pivot y se emitía los viernes a las 21h30, lo que en Francia era el horario de máxima audiencia. El programa se emitió desde el 10 de enero de 1975 hasta junio de 1990.
En principio se planeó como un programa para presentar novedades literarias, en un formato en el que el presentador debatía con los autores. Sin embargo, poco a poco, el programa fue convirtiéndose en un auténtico trampolín para impulsar (a veces también para perjudicar) las obras presentadas.
La gran personalidad del presentador, así como la categoría de los personajes presentes hizo que el programa se convirtiera en el programa más visto de su día y franja horaria. Al mismo tiempo, se producía el curioso fenómeno de que todas las personas relacionadas (o que pretendían relacionarse) con la cultura debían seguir el programa para poder hablar de lo que en los días siguientes era el tema literario de moda. También los autores debían acudir al programa si querían obtener un plus de conocimiento del gran público lector. Por otra parte, Bernard Pivot siempre hizo gala de no admitir ningún tipo de censura por parte de la televisión pública francesa y de no tener ningún tipo de intereses económicos en el terreno editorial, y eso le daba una gran credibilidad entre el auditorio.
La historia de los quince años de emisión ha contado con episodios muy sonados, como el desplome de ventas de Sobre China, de Maria Antonietta Macciocchi, tras un duro ataque de Simon Leys, la fuerte discusión entre el presentador y Régis Debray o la borrachera de Charles Bukowski.
El programa entrevistó a algunas figuras entonces poco conocidas en Francia, pero de gran prestigio, como Claude Lévi-Strauss, Georges Dumézil o Jorge Luis Borges. En estos casos, Pivot dejaba el estudio y buscaba una fórmula más íntima.
Apostrophes fue sustituido por el programa Bouillon de culture, cuyo productor era también Bernard Pivot, el 12 de enero de 1991.

## Apostrophesen la sede del INA
Se pueden ver todos los programas de Apostrophes en la sede del INA. Los primeros diez minutos son gratuitos. Cada programa completo se puede comprar por unos 5 euros.
- Anuncio
- Todos los Apostrophes y dossier sobre el programa

- Datos: Q2858566
- Multimedia: Apostrophes (talk show) / Q2858566